# Gouvernement Rama I
Pour les articles homonymes, voir Gouvernement Rama.
 (janvier 2023).
Si vous disposez d'ouvrages ou d'articles de référence ou si vous connaissez des sites web de qualité traitant du thème abordé ici, merci de compléter l'article en donnant les références utiles à sa vérifiabilité et en les liant à la section « Notes et références ».
République d'Albanie
Berisha II Rama II
Le gouvernement Rama I (en albanais : Qeveria Rama (1)) est le gouvernement de la république d'Albanie entre le 15 septembre 2013 et le 13 septembre 2017, durant la VIIIe législature de l'Assemblée.

## Majorité et historique
Dirigé par le nouveau Premier ministre social-démocrate Edi Rama, anciennement maire de Tirana, ce gouvernement est constitué et soutenu par une coalition de centre gauche entre le Parti socialiste d'Albanie (PSSh) et le Mouvement socialiste pour l'intégration (LSI). Ensemble, ils disposent de 83 députés sur 140, soit 59,3 des sièges de l'Assemblée d'Albanie.
Il est formé à la suite des élections législatives du 23 juin 2013.
Il succède donc au second gouvernement du Premier ministre libéral Sali Berisha, constitué et soutenu par une coalition entre le Parti démocrate d'Albanie (PDSh) et le Parti républicain d'Albanie (PRSh).

### Formation
Au cours du scrutin, l'Alliance pour une Albanie européenne (ASE), constituée principalement par le Parti socialiste et le Mouvement socialiste pour l'intégration, arrive largement en tête. Avec 57 % des voix, elle s'adjuge une solide majorité absolue. L'Alliance pour l'emploi, le bien-être et l'intégration (APMI), formée autour du Parti démocrate, s'incline. Après huit années passées au pouvoir, elle obtient seulement 39,4 % des suffrages.
Rama forme le 15 septembre suivant un exécutif de 21 ministres dont six femmes.

### Succession
Après que le PSSh a obtenu la majorité absolue à l'Assemblée lors des élections législatives du 25 juin 2017, Rama est reconduit et forme deux mois plus tard son second gouvernement.

## Composition

### Initiale (15 septembre 2013)
| Portefeuille                                                         | Titulaire | Titulaire                                                                         | Parti |
| -------------------------------------------------------------------- | --------- | --------------------------------------------------------------------------------- | ----- |
| Premier ministre                                                     |           | Edi Rama                                                                          | PSSh  |
| Vice-Premier ministre                                                |           | Niko Peleshi                                                                      | PSSh  |
| Ministre de la Défense                                               |           | Mimi Kodheli                                                                      | PSSh  |
| Ministre de l'Intérieur                                              |           | Saimir Tahiri                                                                     | PSSh  |
| Ministre des Affaires étrangères                                     |           | Ditmir Bushati                                                                    | PSSh  |
| Ministre de l'Intégration européenne                                 |           | Klajda Gjosha                                                                     | LSI   |
| Ministre des Finances                                                |           | Shkëlqim Cani (jusqu'au 16/02/2016) Arben Ahmetaj                                 | PSSh  |
| Ministre des Transports et des Infrastructures                       |           | Edmond Haxhinasto (jusqu'au 09//09/2016) Sokol Dervishaj                          | LSI   |
| Ministre du Développement urbain et du Tourisme                      |           | Eglantina Gjermeni                                                                | PSSh  |
| Ministre du Développement économique, du Commerce et des Entreprises |           | Arben Ahmetaj (jusqu'au 16/02/2016) Milva Ekonomi                                 | PSSh  |
| Ministre de l'Éducation et des Sports                                |           | Lindita Nikolla                                                                   | PSSh  |
| Ministre de la Justice                                               |           | Nasip Naço (jusqu'au 09/11/2015) Ylli Manjani (jusqu'au 03/02/2017) Petrit Vasili | LSI   |
| Ministre de la Culture                                               |           | Mirela Kumbaro                                                                    | Sans  |
| Ministre de la Jeunesse et du Bien-être social                       |           | Erion Veliaj (jusqu'au 21/05/2015) Blendi Klosi                                   | PSSh  |
| Ministre de l'Innovation et de l'Administration publique             |           | Milena Harito                                                                     | PSSh  |
| Ministre de la Santé                                                 |           | Ilir Beqaj                                                                        | PSSh  |
| Ministre de l'Énergie et de l'Industrie                              |           | Damian Gjiknuri                                                                   | PSSh  |
| Ministre de l'Environnement                                          |           | Lefter Koka                                                                       | LSI   |
| Ministre de l'Agriculture, du Développement rural et des Eaux        |           | Edmond Panariti                                                                   | LSI   |
| Ministre pour les Relations avec le Parlement                        |           | Ilirjan Celibashi (jusqu'au 01/08/2014) Ermonela Felaj                            | PSSh  |
| Ministre pour les Affaires locales                                   |           | Bledi Cuçi                                                                        | PSSh  |

### Remaniement du21 mars 2017
- Les nouveaux ministres sont indiqués en gras, ceux ayant changé d'attributions en italique.

| Portefeuille                                                         | Titulaire | Titulaire          | Parti |
| -------------------------------------------------------------------- | --------- | ------------------ | ----- |
| Premier ministre                                                     |           | Edi Rama           | PSSh  |
| Vice-Premier ministre                                                |           | Niko Peleshi       | PSSh  |
| Ministre de la Défense                                               |           | Mimi Kodheli       | PSSh  |
| Ministre de l'Intérieur                                              |           | Fatmir Xhafaj      | PSSh  |
| Ministre des Affaires étrangères                                     |           | Ditmir Bushati     | PSSh  |
| Ministre de l'Intégration européenne                                 |           | Klajda Gjosha      | LSI   |
| Ministre des Finances                                                |           | Arben Ahmetaj      | PSSh  |
| Ministre des Transports et des Infrastructures                       |           | Sokol Dervishaj    | LSI   |
| Ministre du Développement urbain et du Tourisme                      |           | Eglantina Gjermeni | PSSh  |
| Ministre du Développement économique, du Commerce et des Entreprises |           | Milva Ekonomi      | PSSh  |
| Ministre de l'Éducation et des Sports                                |           | Lindita Nikolla    | PSSh  |
| Ministre de la Justice                                               |           | Petrit Vasili      | LSI   |
| Ministre de la Culture                                               |           | Mirela Kumbaro     | Sans  |
| Ministre de la Jeunesse et du Bien-être social                       |           | Olta Xhaçka        | PSSh  |
| Ministre de l'Innovation et de l'Administration publique             |           | Milena Harito      | PSSh  |
| Ministre de la Santé                                                 |           | Ogerta Manastirliu | PSSh  |
| Ministre de l'Énergie et de l'Industrie                              |           | Damian Gjiknuri    | PSSh  |
| Ministre de l'Environnement                                          |           | Lefter Koka        | LSI   |
| Ministre de l'Agriculture, du Développement rural et des Eaux        |           | Edmond Panariti    | LSI   |
| Ministre pour les Relations avec le Parlement                        |           | Ermonela Felaj     | PSSh  |
| Ministre pour les Affaires locales                                   |           | Eduard Shalsi      | PSSh  |

### Remaniement du22 mai 2017
- Les nouveaux ministres sont indiqués en gras, ceux ayant changé d'attributions en italique.

| Portefeuille                                                         | Titulaire | Titulaire          | Parti |
| -------------------------------------------------------------------- | --------- | ------------------ | ----- |
| Premier ministre                                                     |           | Edi Rama           | PSSh  |
| Vice-Premier ministre                                                |           | Ledina Mandia      | Sans  |
| Ministre de la Défense                                               |           | Mimi Kodheli       | PSSh  |
| Ministre de l'Intérieur                                              |           | Dritan Demiraj     | Sans  |
| Ministre des Affaires étrangères                                     |           | Ditmir Bushati     | PSSh  |
| Ministre de l'Intégration européenne                                 |           | Klajda Gjosha      | LSI   |
| Ministre des Finances                                                |           | Helda Vukaj        | Sans  |
| Ministre des Transports et des Infrastructures                       |           | Sokol Dervishaj    | LSI   |
| Ministre du Développement urbain et du Tourisme                      |           | Eglantina Gjermeni | PSSh  |
| Ministre du Développement économique, du Commerce et des Entreprises |           | Milva Ekonomi      | PSSh  |
| Ministre de l'Éducation et des Sports                                |           | Mirela Karabino    | Sans  |
| Ministre de la Justice                                               |           | Gazmend Bardhi     | Sans  |
| Ministre de la Culture                                               |           | Mirela Kumbaro     | Sans  |
| Ministre de la Jeunesse et du Bien-être social                       |           | Xhulieta Kertusha  | Sans  |
| Ministre de l'Innovation et de l'Administration publique             |           | Milena Harito      | PSSh  |
| Ministre de la Santé                                                 |           | Arben Beqiri       | Sans  |
| Ministre de l'Énergie et de l'Industrie                              |           | Damian Gjiknuri    | PSSh  |
| Ministre de l'Environnement                                          |           | Lefter Koka        | LSI   |
| Ministre de l'Agriculture, du Développement rural et des Eaux        |           | Edmond Panariti    | LSI   |
| Ministre pour les Relations avec le Parlement                        |           | Ermonela Felaj     | PSSh  |
| Ministre pour les Affaires locales                                   |           | Eduard Shalsi      | PSSh  |